# Rantumborg
Rantumborg er et tilsandet voldsted beliggende i klitterne syd for landsbyen Rantum på den nordfrisiske vesterhavsø Sild.
Om stedet har været et ringformet voldsted eller måske en tårnborg vides ikke. Heller ikke en datering kunne hidtil udføres. En sidste øjenvidneberetning fra omkring året 1800 henviser bare til en græsbevokset jordvold. Det antages, at Rantumborgen var en af de fire tilflugtssteder, som hørte til oprøreren Claus Limbek omkring 1370. Et andet er Lembeksborgen på naboøen Før. Rantumborgen er et af i alt tre kendte voldsteder på Sild. De andre to er Tinnumborg og den nu forsvunde Arksumborg. Ifølge legenden skal Rantumborg have været dommersædet (→ rådborg), mens der på Tinnumborg (tinseborg eller skatteborg) betaltes afgifterne og på Arksumborg skal statholderen have boet. Forfatteren Christian Peter Hansen fremsatte teorien om, at voldstedet lå ved en tidligere hærvej, som forbandt Sild med Amrum og Før.